# Projektant
Projektant (auch Vorbefasster) ist ein Begriff aus dem deutschen Vergaberecht. Er bezeichnet Bewerber oder Bieter, die einen öffentlichen Auftraggeber vor der Einleitung eines Vergabeverfahrens beraten oder anderweitig unterstützt haben. Ein pauschaler Ausschluss von Projektanten aus dem weiteren Vergabeverfahren ist nicht zulässig. Es sind jedoch Maßnahmen zu treffen, um den Informationsvorsprung des Projektanten gegenüber den anderen Wettbewerbern auszugleichen.
Der Begriff Projektant hat sich darüber hinaus bei vielen öffentlichen Auftraggebern zudem als Synonym für Berater in Vergabeverfahren etabliert, die Leistungsbeschreibungen vorbereiten, das Vergabeverfahren für öffentliche Auftraggeber bzw. Vergabestellen begleiten oder bei der Wertung der Angebote unterstützen.